# Bullpup

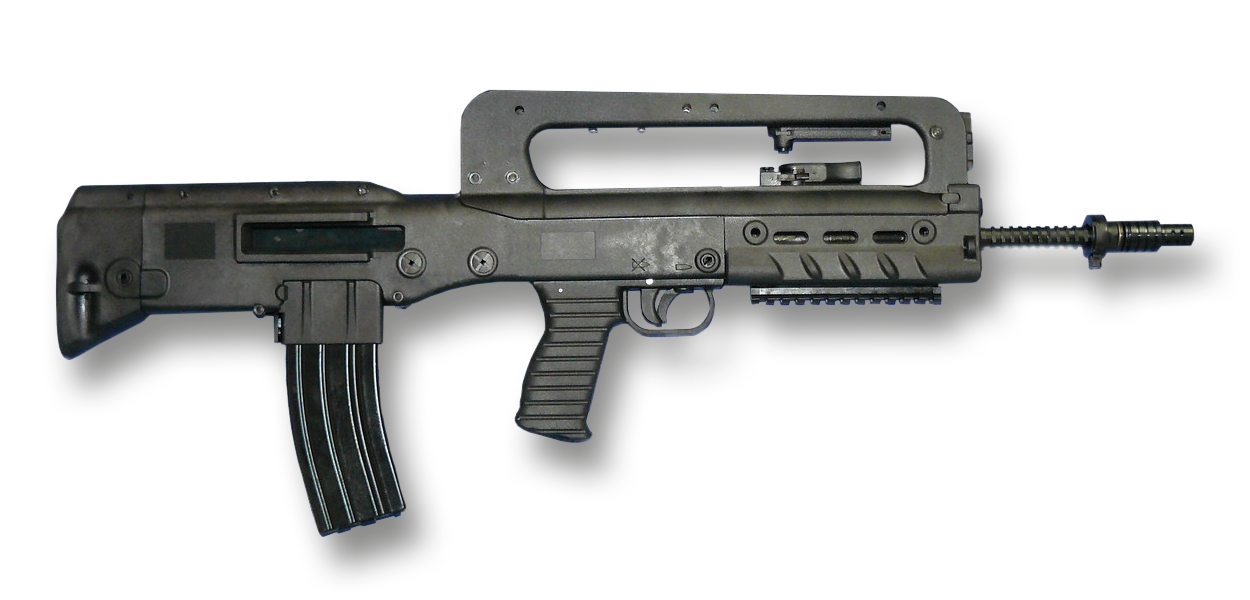
Chorwacki karabinek automatyczny VHS

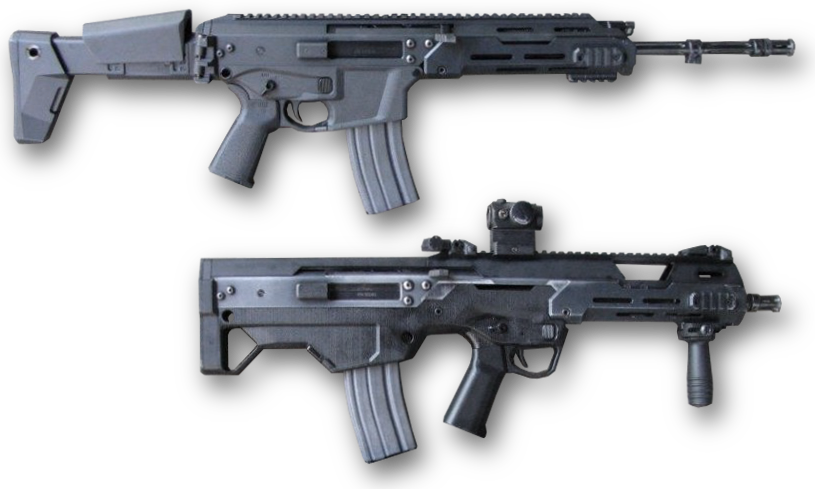
Polski karabinek automatyczny Grot w wersji:
klasycznej (na górze)
bezkolbowej (na dole)

Bullpup, układ bezkolbowy – układ konstrukcyjny broni indywidualnej, w którym komora zamkowa znajduje się (patrząc od strony lufy) za mechanizmem spustowym.
Nazywany także układem bez kolby właściwej, ponieważ w tym układzie jej funkcję spełnia zakończenie komory zamkowej, lub układem bezkolbowym.
Po raz pierwszy zastosowano go w 1901 roku w karabinie powtarzalnym Thorneycrofta, powstałym po przerobieniu kb Lee Enfielda. W 1936 r. pistolet maszynowy w układzie bez kolby właściwej został opatentowany przez Francuza Henriego Delacre’a.

## Zalety układu
- Zwiększona długość lufy w porównaniu z układem tradycyjnym, dzięki czemu przy zachowaniu z góry określonej długości lufy można skrócić samą broń,
- Zmniejszony podrzut (a w konsekwencji zwiększenie celności ognia, zwłaszcza ciągłego) dzięki umieszczeniu kolby i lufy w jednej linii (współcześnie często spotykane także w układzie klasycznym).

## Wady układu
Opinię kontrowersyjnych i niepraktycznych, a w konsekwencji gorszych od tradycyjnych, systemy w układzie bull–pup zyskały przez następujące wady:
- Trudniej działający mechanizm spustowy (wada spowodowana koniecznością połączenia języka spustowego z resztą mechanizmu za pomocą szyny spustowej w postaci długiego pręta),
- Skomplikowana lub utrudniona wymiana magazynka, szczególnie w pozycji leżącej (według zwolenników układu bullpup – dużo łatwiejsza w porównaniu do układu tradycyjnego w przypadku podróżowania w pojeździe),
- Linia celownicza umieszczona wysoko nad lufą, a w konsekwencji zmuszanie strzelca do znacznego podnoszenia się ponad ewentualną osłonę (problem występuje czasem w układzie tradycyjnym)
- Zmniejszony zasięg ciosu w przypadku walki na bagnety (problem praktycznie nieistotny w przypadku współczesnego pola walki),
- Odczuwanie przez strzelca wystrzału (gniazdo wylotowe łusek blisko twarzy),
- Ponadto typowe dla klasycznego układu jest wyrzucanie łusek na bok. W przypadku bullpupów powodowałoby to konieczność strzelania z jednej, odgórnie określonej strony ciała (odstępstwo powodowałoby, iż wyrzucane łuski trafiałyby strzelca w twarz). Zaradzono temu – w zależności od broni – poprzez umieszczenie okna wyrzutowego łusek w dolnej części komory zamkowej, umieszczenie przy oknie wyrzutowym występu odbijającego łuski do przodu, odprowadzanie łusek specjalnym kanałem do okna wyrzutowego umieszczonego w przedniej części broni lub poprzez umożliwienie przestawienia kierunku wyrzucania. Każda z tych metod ma swoje wady i zalety.

## Przykłady broni w układzie bullpup
- KBP A-91M
- Afanasiew TKB-011M
- Karabin Barrett M95
- Bor
- Bushmaster M17S
- EM-2
- Enfield L85
- SIMA Electronica FAD
- FN F2000
- FN P90
- GIAT FAMAS
- Hajbar KH2002
- IMI TAR-21
- Karabin Interdynamics MKR
- Karabin TKB-408
- Korobow TKB-022
- Karabin OC-14 Groza
- karabin NA-2
- karabin NA-4
- Pancor Jackhammer
- TKB-059
- Typ 95
- SAR-21
- Karabin Steyr ACR
- Steyr AUG
- Tor (WKW Wilk)
- TVGK
- Typ 86
- Valmet M82
- VB Berapi LP06
- Vector CR-21
- Wepr
- Walther G22
- Walther WA 2000
- Jantar